# Copăceana, Vaslui
Copăceana este un sat în comuna Fălciu din județul Vaslui, Moldova, România.

## Localizare
Satul Copăceana se află în partea de sud-vest a județului Vaslui, într-o zonă de câmpie, cu un peisaj predominant agricol.

## Istorie
Satul Copăceana și comuna Fălciu au o istorie legată de dezvoltarea rurală a Moldovei, cu tradiții și obiceiuri care au influențat viața cotidiană a locuitorilor. Comuna Fălciu a fost atestată documentar în secolul al XVI-lea, iar satul Copăceana face parte din acest cadru istoric.
În primăvara anului 1970, satul Copăceana a fost grav afectat de alunecări de teren, un fenomen natural care a avut un impact semnificativ asupra comunității. Datorită acestor alunecări de teren, mai multe familii au fost nevoite să-și părăsească locuințele și să fie strămutate, iar infrastructura locală a suferit distrugeri importante. Printre clădirile afectate se numără școala, grădinița și un magazin.

## Demografie
Satul are o populație mai mică de 431 de locuitori, specifică multor localități rurale din zona Moldovei, care a suferit o scădere în ultimele decenii, din cauza migrației și a populației îmbătrânite.

## Obiective și tradiții
În ceea ce privește tradițiile și obiceiurile, ca multe alte sate din Moldova, Copăceana păstrează tradiții de sărbători, meșteșuguri și obiceiuri populare, care sunt transmise din generație în generație. De asemenea, bisericile locale joacă un rol important în viața spirituală a comunității.

## Economia
Agricultura este principala activitate economică din sat, cu culturi de cereale, legume și pomi fructiferi, în funcție de condițiile climatice specifice regiunii.